# Стрєлка (Смольковська сільрада)
Стрєлка (рос. Стрелка) — присілок в Городецькому районі Нижньогородської області Російської Федерації.
Населення становить 15 осіб. Входить до складу муніципального утворення Смольковська сільрада.

## Історія
Від 2009 року входить до складу муніципального утворення Смольковська сільрада.

## Населення
| 2002 | 2010 |
| ---- | ---- |
| 16   | ↘15  |